# Литвинов, Леонид Фёдорович
Леони́д Фёдорович Литви́нов (род. 7 июля 1944, село Терноватое, Кривоозёрский район, Николаевская область, УССР) — промышленный и политический деятель Украины, член Партии регионов. Герой Украины (2004).

## Биография
Родился 7 июля 1944 года в Николаевской области, русский.
Депутат Донецкого областного совета (2002—2006), депутат Енакиевского горсовета (1994—2002). Народный депутат Украины (5-7 созывов). Герой Украины.
Соавтор работы «Математические модели и системы управления конверторной плавкой» (1998).

### Образование
- Окончил Енакиевский металлургический техникум (1960—1964) и Коммунарский горно-металлургический институт (1968—1975), специальность «металлургия стали», инженер-металлург.
- Кандидатская диссертация «Исследование и разработка технологии производства конверторной стали с управлением окисленностью металла и шлаков» (Институт черной металлургии им. З. Некрасова НАНУ, 2001). Кандидат технических наук.

### Производственная деятельность
- Июль — август 1964 — помощник разливщика чугуна, Макеевский металлургический завод.
- Сентябрь 1964 — ноябрь 1967 — служба в Советской армии.
- C 1968 года начал работать на Енакиевском металлургическом заводе:
  - Январь — март 1968 — канавщик,
  - Март — ноябрь 1968 — бригадир стриперного отделения,
  - Ноябрь 1968 — январь 1970 — диспетчер,
  - Январь — декабрь 1970 — ковшовой горячего чугуна,
  - Декабрь 1970 — октябрь 1976 — мастер по разливу металлов,
  - Октябрь 1976 — май 1980 — начальник смены мартеновского цеха,
  - Май — декабрь 1980 — заместитель начальника,
  - Декабрь 1980 — август 1982 — начальник копрового цеха,
  - Август 1982— март 1985 — начальник конверторного цеха,
  - Март — октябрь 1985 — главный сталеплавильщик,
  - Октябрь 1985 — октябрь 1990 — начальник конверторного цеха,
  - Октябрь 1990 — январь 1994 — заместитель директора по производству.
- На ОАО «Енакиевский металлургический завод»:
  - Январь 1994 — сентябрь 1995 — заместитель председателя правления по производству,
  - Сентябрь 1995 — ноябрь 1996 — заместитель генерального директора по производству,
  - Ноябрь 1996 — 2005 — глава правления — генеральный директор,
  - с 2005 — советник генерального директора.

### Политическая деятельность
Депутат Донецкого облсовета (2002—2006), депутат Енакиевского горсовета (1994—2002).
Народный депутат Украины 5-го созыва с мая 2006 от Партии регионов, № 16 в списке. На время выборов — советник генерального директора ОАО «Енакиевский металлургический завод». Член Комитета по вопросам промышленной и регуляторной политики и предпринимательства (с июля 2006), член фракции Партии регионов (с мая 2006).
Народный депутат Украины 6-го созыва с ноября 2007 от Партии регионов, № 16 в списке. На время выборов: народный депутат Украины, член Партии регионов. Секретарь Комитета Верховной Рады Украины по вопросам промышленной и регуляторной политики и предпринимательства.
Народный депутат Украины 7-го созыва с декабря 2012 от Партии регионов, избран по одномандатному мажоритарному округу №53, набрав 78,86% голосов избирателей. На время выборов: народный депутат Украины, член Партии регионов. Член Комитета Верховной Рады Украины по вопросам промышленной и инвестиционной политики.

### Семья
- Отец — Фёдор Васильевич (1919—2013).
- Мать — Мария Григорьевна (1927—2006).
- Жена — Евгения Ивановна (1949).
- Дети — сын Дмитрий (род. 1971).
- Внуки — внучка Елизавета (род. 2000).

## Награды и отличия
- Герой Украины (с вручением ордена Державы, 7 июля 2004 — за выдающийся личный вклад в укрепление экономического потенциала Украины, развитие металлургической промышленности, многолетний самоотверженный труд).
- Орден «За заслуги» ІІІ степени (октябрь 2000).
- Юбилейная медаль «Двадцать лет Победы в Великой Отечественной войне 1941—1945 гг.» (1965).
- Заслуженный работник промышленности Украины (1997).
- Почётная грамота Кабинета Министров Украины (июль 2004).